# 6. armija (Austro-Ugarska)
6. armija (njem. 6. Armee) je bila vojna formacija austrougarske vojske u Prvom svjetskom ratu. Tijekom Prvog svjetskog rata djelovala je na Balkanskom, te nakon ponovnog formiranja, na Talijanskom bojištu.

## Balkansko bojište
Šesta armija formirana je nakon što je Austro-Ugarska proglasila mobilizaciju u kolovozu 1914. godine. Armija se nalazila na Balkanskom bojištu, te je u njezin sastav ušao XV. korpus pod zapovjedništvom generala pješaštva Michaela von Appela i XVI. korpus kojim je zapovijedao general topništva Wenzel von Wurm. Zapovjednikom armije imenovan je general topništva Oskar Potiorek, koji je ujedno bio i zapovjednik Balkanske vojske, koju je uz 6. armiju sačinjavala i 5. armija.
Odmah nakon početka rata, 6. armija sudjeluje u Prvoj invaziji na Srbiju (12. kolovoza – 24. kolovoza 1914.) koja je započela 12. kolovoza 1914. godine. Wurmov XVI. korpus i Appelov XV. korpus prešli su Drinu u njenom gornjem toku, ali su ubrzo morali prekinuti napredovanje, te se povući natrag na početne položaje. Razlog tome je poraz 5. armije u Cerskoj bitci zbog kojeg je 6. armiji ostao izložen lijevi bok. Osim toga, Potiorek je smatrao da će u Bosni i Hercegovini izbiti pobuna, pa je inzistirao da nekoliko divizija ostane na granici. 
Međutim, ubrzo nakon neuspješnog prvog napada na Srbiju, uslijedio je novi. U Drugoj invaziji na Srbiju (8. rujna – 4. listopada 1914.) jedinice 6. armije prodrle preko Drine nakon čega uslijedile ogorčene borbe sa srpskom vojskom. U Bitci na Drini (6. rujna – 4. listopada 1914.) srpska vojska je uspjela zaustaviti napredovanje 6. armije, iako je nije u potpunosti uspjela izbaciti sa srpskog teritorija, te su na tom dijelu ratišta uslijedile rovovske bitke.

U Trećoj invaziji na Srbiji (6. studenog – 15. prosinca 1914.) 6. armija je također sudjelovala. Prije toga, krajem listopada 1914. u sastav 6. armije ušao je i XIII. korpus kojim je zapovijedao general pješaštva Adolf von Rhemen koji se do tada nalazio u sastavu 5. armije. U trećem napadu na Srbiju 6. armija je, nakon što je ušla u Valjevo, uspješno potiskivala srpske snage u smjeru Rudnika, dok je 5. armija 1. prosinca 1914. ušla u napušteni Beograd. Međutim, 3. prosinca 1914. srpska vojska je krenula u protuofenzivu, te je u Kolubarskoj bitci (16. studenog – 15. prosinca 1914.) srpska 1. armija pod zapovjedništvom Živojina Mišića teško porazila 6. armiju. Jedinice 6. armije su prisiljene na povlačenje, te su ubrzo izbačene sa srpskog teritorija.
Neuspjeh u Kolubarskoj bitci uzrokovao je smjenu Oskara Potioreka zapovjednika 6. armije i Balkanske vojske. Potiorek je smijenjen 21. prosinca 1914. godine, nakon čega je i 6. armija rasformirana.

## Talijansko bojište
Šesta armija ponovno je formirana 15. siječnja 1918. na Talijanskom bojištu i to nakon što su bojište napustile njemačke jedinice koje su sačinjavale 14. armiju tako da je armija preuzela preuzela dio fronta koji su držale njemačke jedinice koje su premještene na Zapadno bojište. Zapovjednikom ponovno formirane 6. armije postao je nadvojvoda Josef koji je do tada zapovijedao grupom armija na Istočnom bojištu. Nakon formiranja armija se sastojala od tri korpusa i to II., XV. i XXIV. korpusa.
Sredinom lipnja 1918. 6. armija sudjeluje u Bitci na Piavi (15. – 23. lipnja 1916.). U navedenoj bitci XXIV. korpus 6. armije pod zapovjedništvom Ludwiga Goigingera uspijeva prijeći Piavu kod Montela, te uspostaviti mostobran. Međutim, ubrzo je zbog talijanskih protunapada, kao i loše opskrbe i morala vojske, jedinice 6. armije su se morale povući natrag na početne položaje na lijevoj obali Piave.
U srpnju 1918. na mjestu zapovjednika 6. armije nadvojvodu Josefa zamjenjuje general konjice Alois Schönburg-Hartenstein. Nakon toga imenovanja 6. armija sudjeluje u Bitci kod Vittoria Veneta (24. listopada – 3. studenog 1918.), završnoj bitci rata na Talijanskom bojištu. U navedenoj bitci 6. armija nije uspjela spriječiti prodor talijanske vojske, te je ubrzo prisiljena na povlačenje prema sjeveru. Šesta armija prestala je postojati nakon potpisivanja primirja 3. studenog 1914. i raspada austrougarske vojske.

## Zapovjednici
Oskar Potiorek (1. kolovoza 1914. – 27. prosinca 1914.)

nadvojvoda Josef (15. siječnja 1918. – 15. srpnja 1918.)

Alois Schönburg-Hartenstein (15. srpnja 1918. – 4. studenog 1918.) 

## Načelnici stožera
Eduard von Böltz (1. kolovoza 1914. – 27. prosinca 1914.)

Rudolf von Willerding (15. siječnja 1918. – 15. srpnja 1918.)

Viktor Lorx (15. srpnja 1918. – 4. studenog 1918.) 

## Bitke
Balkansko bojište:

Prva invazija na Srbiju (12. kolovoza – 24. kolovoza 1914.)

Druga invazija na Srbiju (8. rujna – 4. listopada 1914.)

Bitka na Drini (6. rujna – 4. listopada 1914.)

Treća invazija na Srbiju (6. studenog – 15. prosinca 1914.)

Kolubarska bitka (16. studenog – 15. prosinca 1914.)
Talijansko bojište:

Bitka na Piavi (15. – 23. lipnja 1918.)
Bitka kod Vittoria Veneta (24. listopada – 3. studenog 1918.)

## Sastav
- kolovoz 1914.: XV. korpus, XVI. korpus
- listopad 1914.: XIII. korpus, XV. korpus, XVI. korpus
- siječanj 1918.: II. korpus, XV. korpus, XXIV. korpus
- lipanj 1918.: II. korpus, XXIV. korpus
- kolovoz 1918.: II. korpus, XV. korpus, XXIV. korpus
- listopad 1918.: II. korpus, XXIV. korpus

## Vojni raspored 6. armije na početku Prvog svjetskog rata
Zapovjednik: general topništva Oskar Potiorek

- XV. korpus (genpj. Michael von Appel)
  - 1. pješačka divizija (podmrš. Kostanjević)
  - 48. pješačka divizija (podmrš. Eisler)

- XVI. korpus (gentop. Wenzel von Wurm)
  - 18. pješačka divizija (podmrš. Trollmann)
  - 1. brdska brigada (gen. Novak)
  - 2. brdska brigada (gen. Gabriel)
  - 13. brdska brigada (puk. Berchtold)

- Pod neposrednim zapovjedništvom armije
  - 47. pješačka divizija (podmrš. Novak)
  - 40. honvedska divizija (podmrš. Braun)
  - 3. brdska brigada (gen. Pongrácz)Alois Schönburg-Hartenstein, posljednji zapovjednik 6. armije

## Vojni raspored 6. armije sredinom rujna 1914.
Zapovjednik: general topništva Oskar Potiorek

- XV. korpus (genpj. Michael von Appel)
  - 40. honvedska divizija (podmrš. Braun)
  - 48. pješačka divizija (podmrš. Eisler)

- XVI. korpus (gentop. Wenzel von Wurm)
  - 1. pješačka divizija (podmrš. Kostanjević)
  - 18. pješačka divizija (podmrš. Trollmann)

## Vojni raspored 6. armije u Bitci na Piavi
Zapovjednik: nadvojvoda Josef

- II. korpus (genpj. Rudolf Krauss)
  - 8. konjička divizija (gen. Dokonal)

- XXIV. korpus (podmrš. Ludwig Goiginger)
  - 31. pješačka divizija (podmrš. Lieb)
  - 13. zaštitna divizija (podmrš. Kindl)
  - 17. pješačka divizija (podmrš. Ströher)

- Armijska pričuva
  - 11. honvedska konjička divizija (gen. Hegedus)

## Vojni raspored 6. armije u Bitci kod Vittoria Venetta
Zapovjednik: general konjice Alois Schönburg-Hartenstein

- II. korpus (genpj. Rudolf Krauss)
  - 31. pješačka divizija (podmrš. Lieb)
  - 25. pješačka divizija (gen. Werz)
  - 11. honvedska konjička divizija (gen. Jony)
  - 12. zaštitna divizija (gen. Karapancza)

- XXIV. korpus (genpj. Emmerich Hadfy)
  - 41. honvedska pješačka divizija (podmrš. Schamschula)
  - 51. honvedska divizija (gen. Daubner)

- Armijska pričuva
  - 10. pješačka divizija (podmrš. Watterich)
  - 43. zaštitna divizija (podmrš. Stöhr)
  - 34. pješačka divizija (podmrš. Luxardo)

## Vanjske poveznice
(eng.) 6. armija na stranici Austrianphilately.com  Arhivirana inačica izvorne stranice od 20. ožujka 2021. (Wayback Machine)

(eng.) 6. armija na stranici Austro-Hungarian-Army.co.uk